# 日本国勢図会
『日本国勢図会』（にほんこくせいずえ）は、公益財団法人矢野恒太記念会が編集にあたり、毎年6月に発行されている統計年鑑。刊行開始は1927年で、第二次世界大戦終戦前後を除き刊行が継続されている。「民間で最も権威ある統計書」とも評されている。
書名にある「図会」は、図説百科事典といった含意で用いられているものと説明されている。この言葉自体は、『和漢三才図会』に由来するものというが、矢野恒太記念会はこれを登録商標としている。

## 歴史
最初の『日本國勢圖會』は、矢野恒太著として1927年（昭和2年）に出版された。その序文には、「編者が若し教育家であって、幾人かの青年を預かったなら、本書に書いたことだけは何科の生徒にでも教えたいと思うことである。本書は講堂のない青年塾の一部である」と記されていた。日本評論社が出版し、324ページからなった初版は、85章からなる本文と、231点の統計表、135点の図表を掲載し、売価は80銭と低額に抑えられていた。
下村宏（海南）は、『朝日新聞』紙上に「常識の糧」と題して、初版を絶賛する推薦文を寄稿した。初版は好評を得て増刷を重ね、合わせて6万部以上が流通したと考えられている。なお、この初版は、後に、矢野恒太の三十三回忌に当たる1983年に復刻版が刊行された。
以降、『日本國勢圖會』は隔年で刊行されたが、昭和10年版のあとは昭和13年版、昭和16年版、昭和18年版が刊行され、休刊期に入っている。昭和6年版以降は編著者として白崎亨一が名を連ねた。なお、1936年には、英語版に当たる『NIPPON』の刊行が始まった。
第二次世界大戦中の末期から戦後の混乱期には刊行が中断したが、戦後は1948年にザラ紙を使って再び刊行された。戦後は編者から矢野の名が抜けて白崎のみとなり、編者の名義が矢野恒太記念会となった1954年刊行の昭和29年版以降は毎年の発行となった。
発行元は、昭和6年版から国勢社となり、さらに2002年に刊行された2002/2003年版から矢野恒太記念会となった。

## 教育分野における利用
『日本国勢図会』は、教育分野において資料として多くの機会に利用されており、入試問題や参考書類に引用される機会も多い。
入試問題において、『日本国勢図会』に掲載された図表を誤って不適切に加工し、出題ミスとされた事例もある。

## コンテンツのデジタル化
2000年には、創刊から当時の最新刊までの58冊分のデータをCD-ROMに収録した『日本国勢図会CD-ROM2000/2001』が、富士通ラーニングメディアから発売された。また、2007年には1997/1998年版から2006/2007年版を収録した『日本国勢図会CD-ROM』が、矢野恒太記念会から発売された
2020年に新型コロナウイルス感染症の流行にともなって休校措置が広まった際には、臨時休業期間における学習支援として、最新版の一つ前のバージョンにあたる『日本国勢図会2018/2019年版』がネット上で無償公開された。